# Mehely-Blindmaus
Die Mehely-Blindmaus (Spalax antiquus) ist ein Nagetier in der Unterfamilie der Blindmäuse, das in Rumänien verbreitet ist. Die Population galt längere Zeit als Synonym der Bukowina-Blindmaus (Spalax graecus). Seit eine Studie von 2013 deutliche morphologische Unterschiede feststellte, zählt die Mehely-Blindmaus als Art.
Die Erstbeschreibung erfolgte im Jahr 1909 durch den ungarischen Zoologen Lajos Méhelÿ. Er nutzte dazu unvollständige Skelette von Ausgrabungen und schuf mehrere Syntypen. Keiner dieser Syntypen erhielt Anerkennung als Lectotypus.

## Merkmale
Für die Art wurden keine Körpergrößen und kein Gewicht registriert. Das weiche und recht lange Fell der Oberseite hat eine hellbraune Farbe, während die Unterseite und der Kopf von grauem Fell bedeckt sind. Gelegentlich treten Stellen mit rötlichen Schattierungen auf. Die Mehely-Blindmaus hat einen diploiden Chromosomensatz mit 62 Chromosomen (2n=62). Verglichen mit anderen Vertretern der Gattung Spalax besitzt sie ein verlängertes Nasenbein.

## Verbreitung und Lebensweise
Die Art hatte ursprünglich eine weite Verbreitung in Siebenbürgen. Eine Untersuchung von 2015 lässt vermuten, dass sie nur noch im nordwestlichen Teil des Gebiets vorkommt. Die Fundstellen lagen durchschnittlich auf 325 Meter Höhe. Die Mehely-Blindmaus lebt in Steppen und auf anderen Grasflächen, auf Feldern mit Luzerne sowie auf anderen Ackerflächen.
Die Exemplare halten sich fast ausschließlich in unterirdischen Tunnelsystemen auf. Sie sind verglichen mit Vertretern der Gattung Nannospalax aggressiver und beweglicher. Die Populationsdichte liegt bei 2,7 bis 3,7 Exemplare pro Hektar. Diese Blindmaus wird vom Raufußbussard, von anderen Greifvögeln, vom Kolkraben und von Hunden gejagt.

## Gefährdung
Der Bestand ist durch Umwandlung der Grasländer in Ackerland und durch dessen intensive Bewirtschaftung bedroht. Weiterhin wirkt sich eine Übernutzung von Weideflächen negativ aus. Die IUCN schätzt die Gesamtpopulation an ausgewachsenen Exemplaren auf 3500 bis 3800 und listet die Art als stark gefährdet (endangered).